# 夢見ヶ崎動物公園
夢見ヶ崎動物公園（ゆめみがさきどうぶつこうえん）は、神奈川県川崎市幸区南加瀬一丁目2-1にある市立の動物公園である。一部敷地は北加瀬1丁目にまたがっている。

## 概要
加瀬山山頂付近に位置し、川崎市建設緑政局が管理している。入園料無料で年中無休。開園時間は9時～16時。整備には川崎市の税金や宝くじの助成金が使われている。比較的小型の動物が多く、集客の望める猛獣、キリン、象などの大型の草食動物は飼われていないが、近所の幼稚園の遠足などの場として定着している。夫婦で仲良く寄り添うレッサーパンダはマスコミでも取り上げられたことがある。
なお夢見ヶ崎の地名は、太田道灌がここに築城を考えたが、悪夢を見たために断念したとの伝説による（南加瀬#歴史、川崎歴史ガイド#夢見ヶ崎と鹿島田を参照）。

## 施設・動物一覧
※斜体は過去に飼育されていた動物。
- マーモセット舎
  - ワタボウシパンシェ、コモンマーモセット
- レッサーパンダ舎
  - シセンレッサーパンダ
- マーコール舎
  - マーコール
- シマウマ舎
  - ハートマンヤマシマウマ

| シマウマ舎（令和元年房総半島台風の時に倒木があった） |  | シマウマ舎（令和元年房総半島台風の時に倒木があった） |
| シマウマ舎（令和元年房総半島台風の時に倒木があった） |  |                                                      |

- 水禽舎
  - フンボルトペンギン、チリーフラミンゴ、カミツキガメ、ニホンイシガメ、クサガメ、ミシシッピアカミミガメ
- リクガメ舎
  - アルダブラゾウガメ、ケヅメリクガメ、ヒョウモンガメ、ホウシャガメ、アカアシガメ、ホルスフィールドリクガメ
- ラマ舎(旧・ヘラジカ舎)
  - ラマ
  - シベリアヘラジカ[1]
- レムール舎
  - ワオキツネザル、クロキツネザル、エリマキキツネザル、ブラウンキツネザル
- サル舎
  - フサオマキザル、クモザル、ボリビアリスザル
- シカ舎
  - ホンシュウジカ
- クジャク舎
  - インドクジャク
- 小動物舎
  - ミーアキャット、ロバ、ヤギ、ケープハイラックス、カイウサギ、テンジクネズミ、アカオヒメシャクケイ、コシャモ、ミノヒキチャボ、ゴイシチャボ、ショウコク
- 小獣舎
  - プレーリードッグ、アライグマ、ハクビシン、アカハナグマ
- オウム・インコ舎
  - コバタン、シロビタイムジオウム、タイハクオウム、ヨウム、オオホンセイインコ、ワカケホンセイインコ、ルリコンゴウインコ、ベニコンゴウインコ、キビタイボウシインコ、キエリボウシインコ、アオボウシインコ
- キジ舎
  - フサホロホロチョウ、パラワンコクジャク、ハイイロコクジャク、ベトナムキジ、ニホンキジ

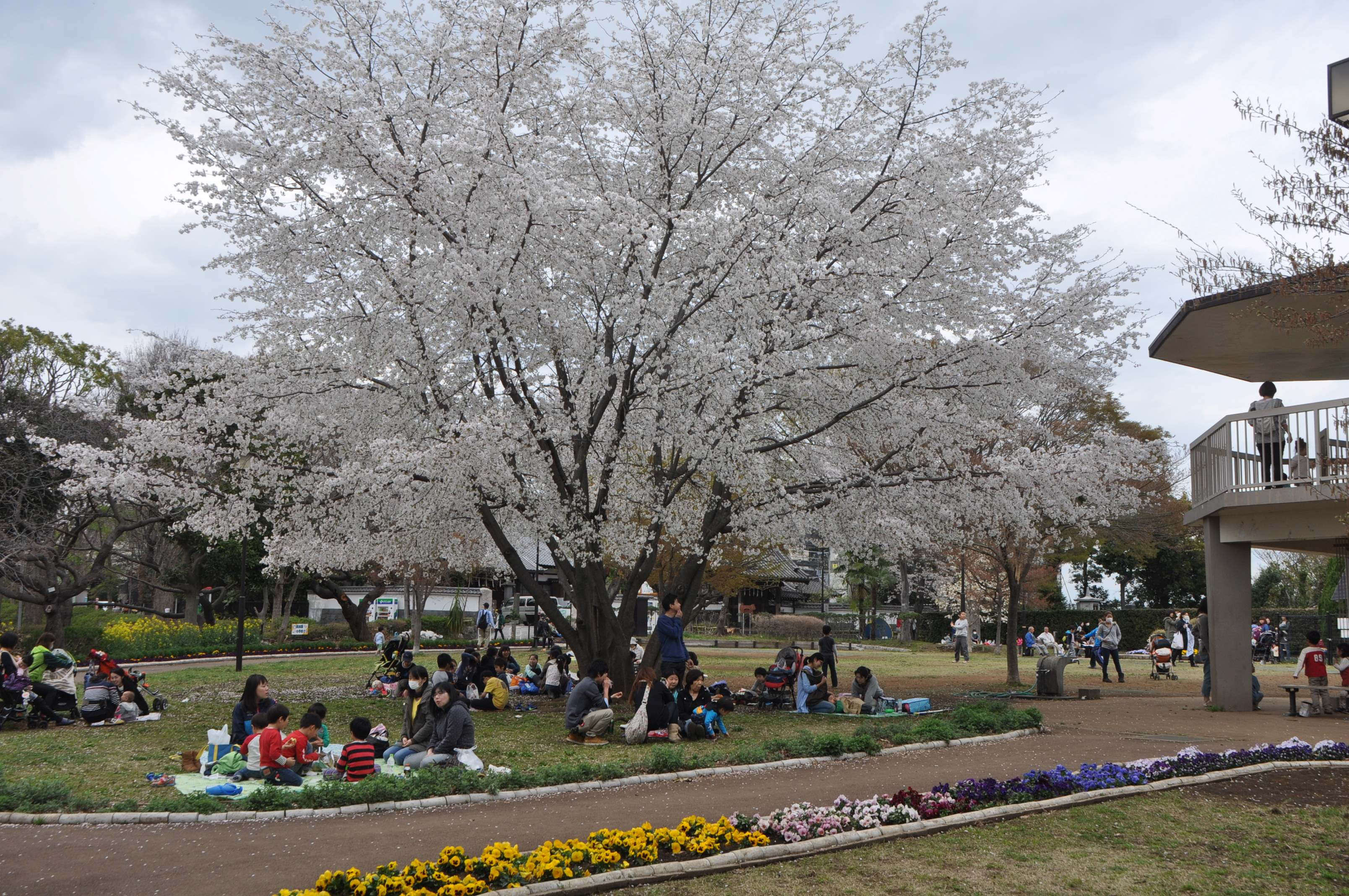
夢見ヶ崎動物公園の春

- 公園

動物公園の開園前の1950年（昭和25年）から整備されており、春にはソメイヨシノなどの桜が咲き、花見客で賑わう。
公園内には加瀬台古墳群があり、現在は7基が確認されている。
公園の東側に戦没者慰霊塔がある。

## 周辺
- 南加瀬
- 小倉
- 北加瀬
- 川崎歴史ガイド#夢見ヶ崎と鹿島田
- 新鶴見操車場跡
- 熊野神社
- 浅間神社
- 天照皇大神
- 了源寺
- 寿福寺
- 加瀬台古墳群（夢見ヶ崎古墳群）
- 南加瀬貝塚
- 白山古墳（消滅）

## アクセス
鉄道
- 東日本旅客鉄道（JR東日本）横須賀線・湘南新宿ライン 新川崎駅より徒歩約15分
- JR東日本 南武線 鹿島田駅より徒歩約20分

バス　
川崎市バス（時刻案内）
- 川66 川崎駅西口 - 夢見ヶ崎動物公園前 - 元住吉 - 井田病院
- 川83 川崎駅西口 → 新川崎駅 → 夢見ヶ崎動物公園前 → 江川町 → 小倉下町 → 新川崎駅 → 川崎駅西口

臨港バス（時刻案内）
- 川56 川崎駅西口 → 矢向駅前 → 夢見ヶ崎動物公園前 → 末吉橋 → 川崎駅西口（矢向末吉橋循環）
- 川57 川崎駅西口 → 末吉橋 → 夢見ヶ崎動物公園前 → 矢向駅前 → 川崎駅西口（末吉橋矢向循環）

東急バス・臨港バス共同運行
- 日95 日吉駅東口 - 箕輪町 - 宮前西町 - 江川町 - 夢見ヶ崎動物公園前 - 新川崎交通広場

※駐車場が少ないので、公共交通を利用するのが望ましい（春のサクラの時期などは使用禁止になることがある）

## ギャラリー

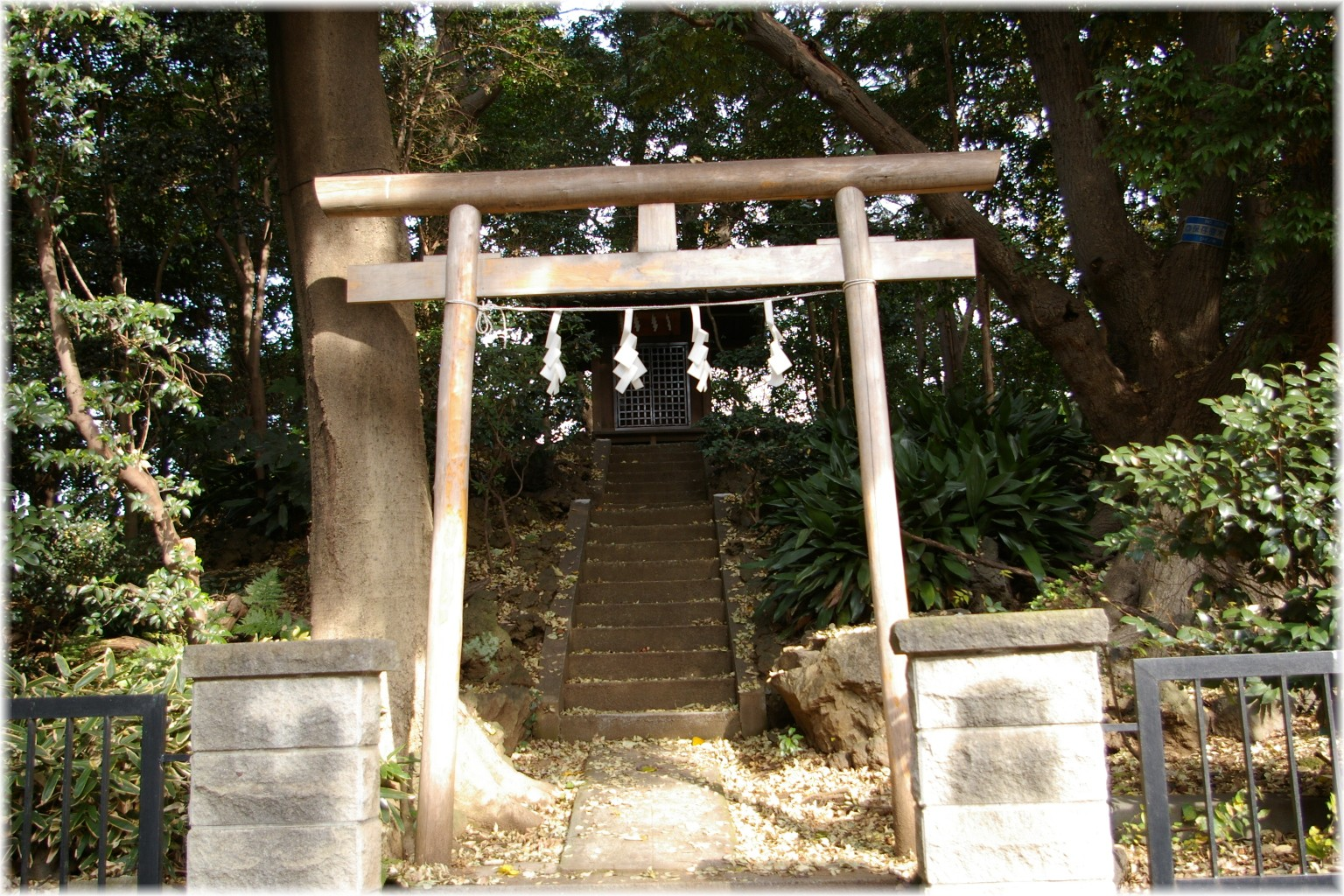
浅間神社
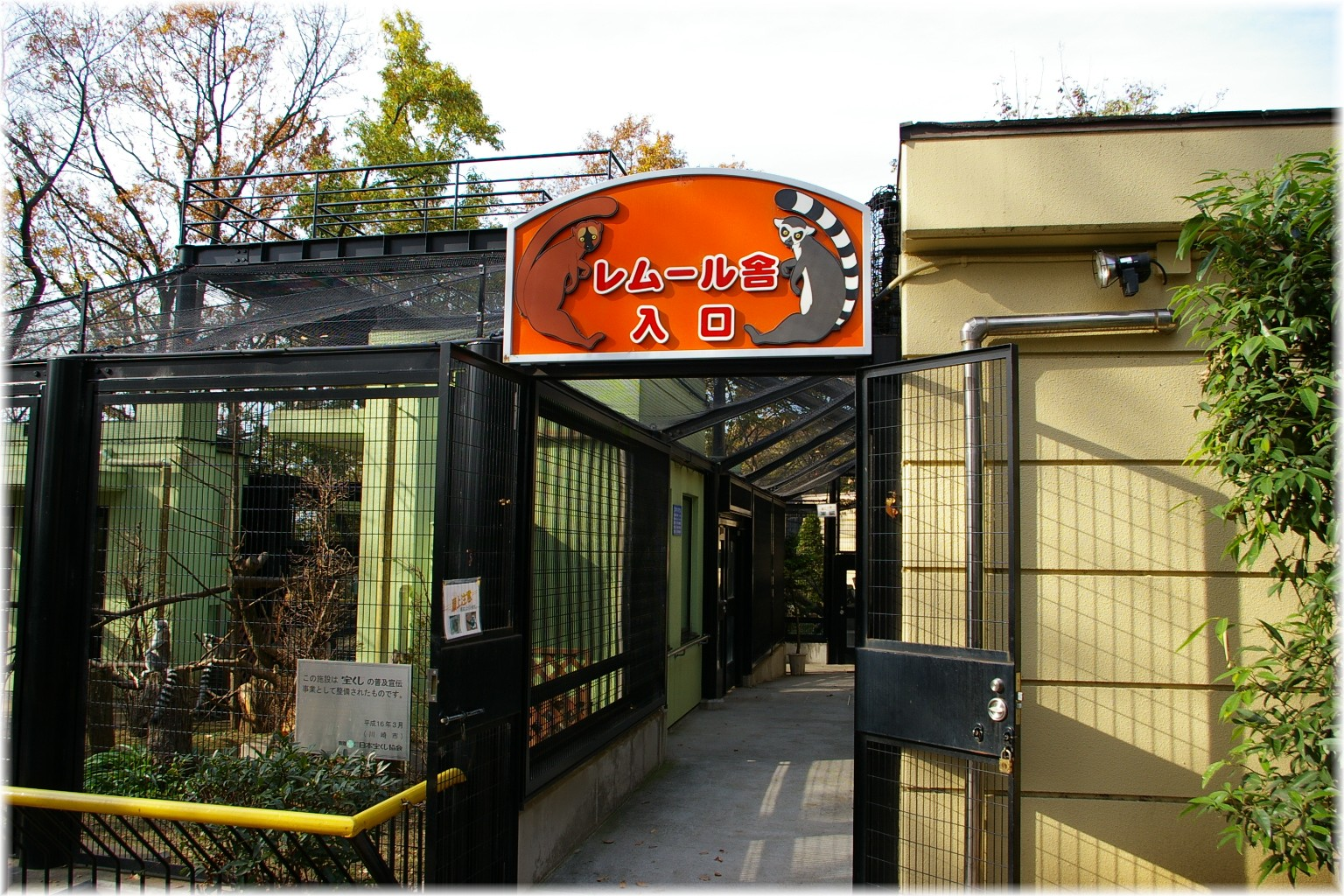
レムール舎入口
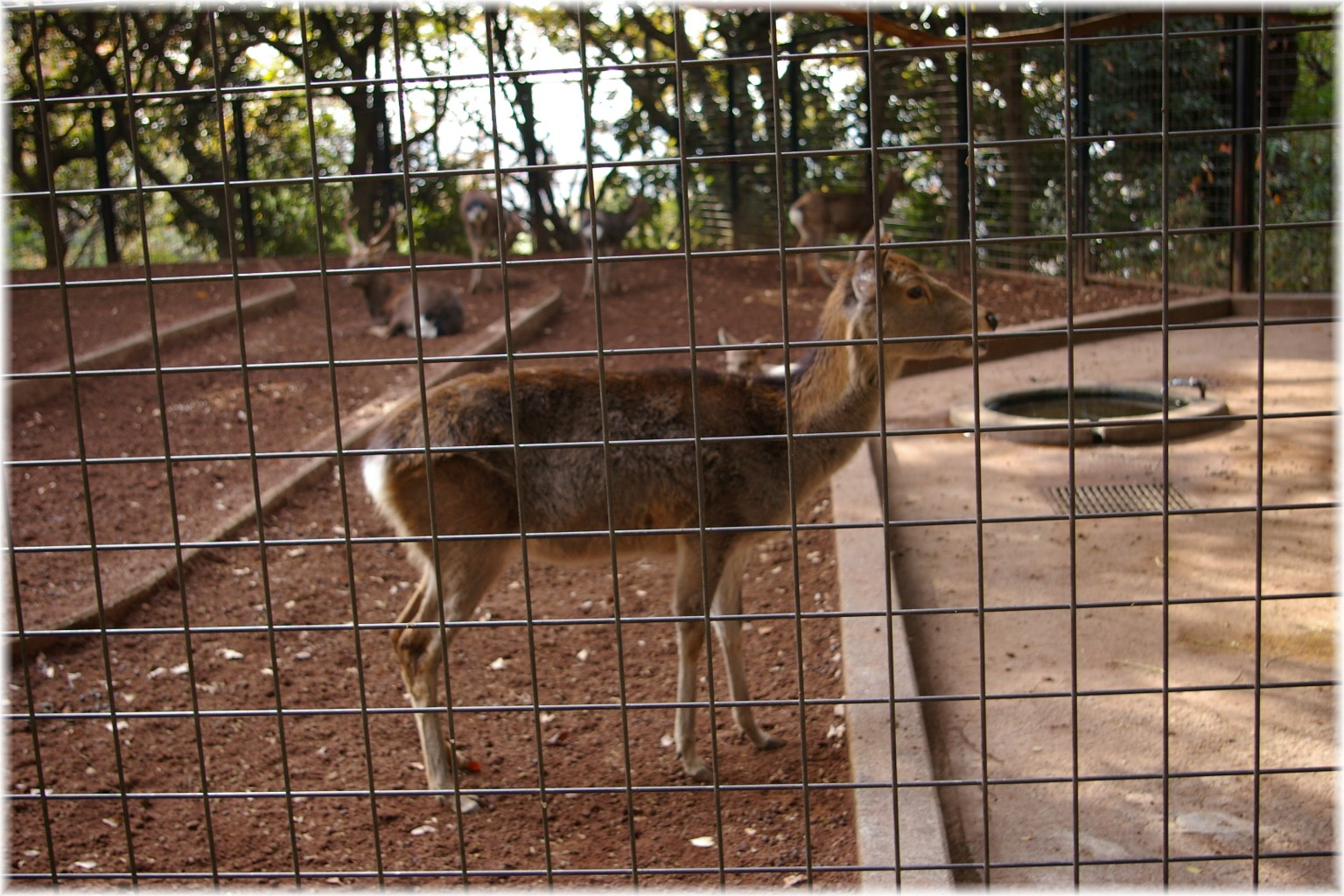
ニホンジカ
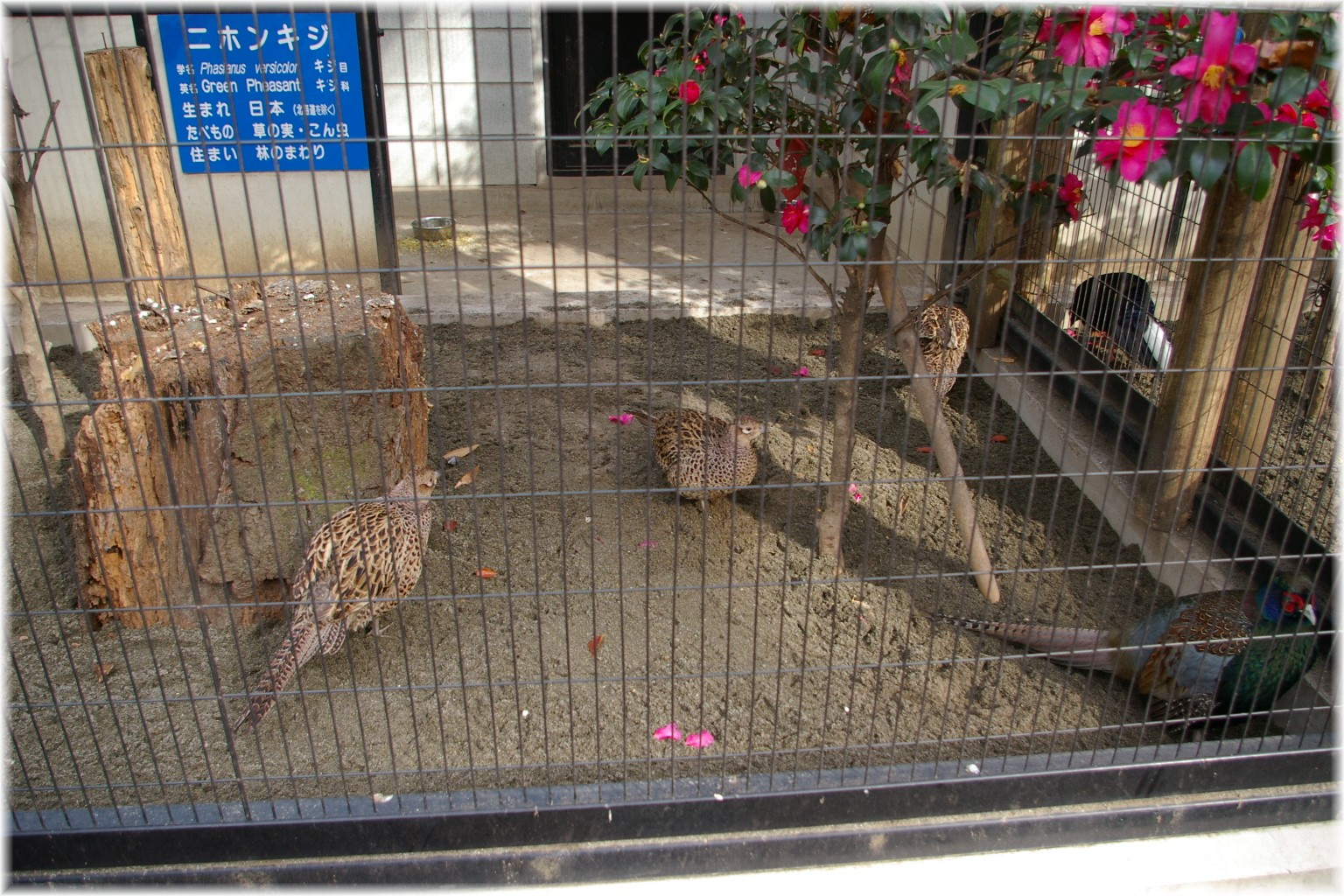
ニホンキジ
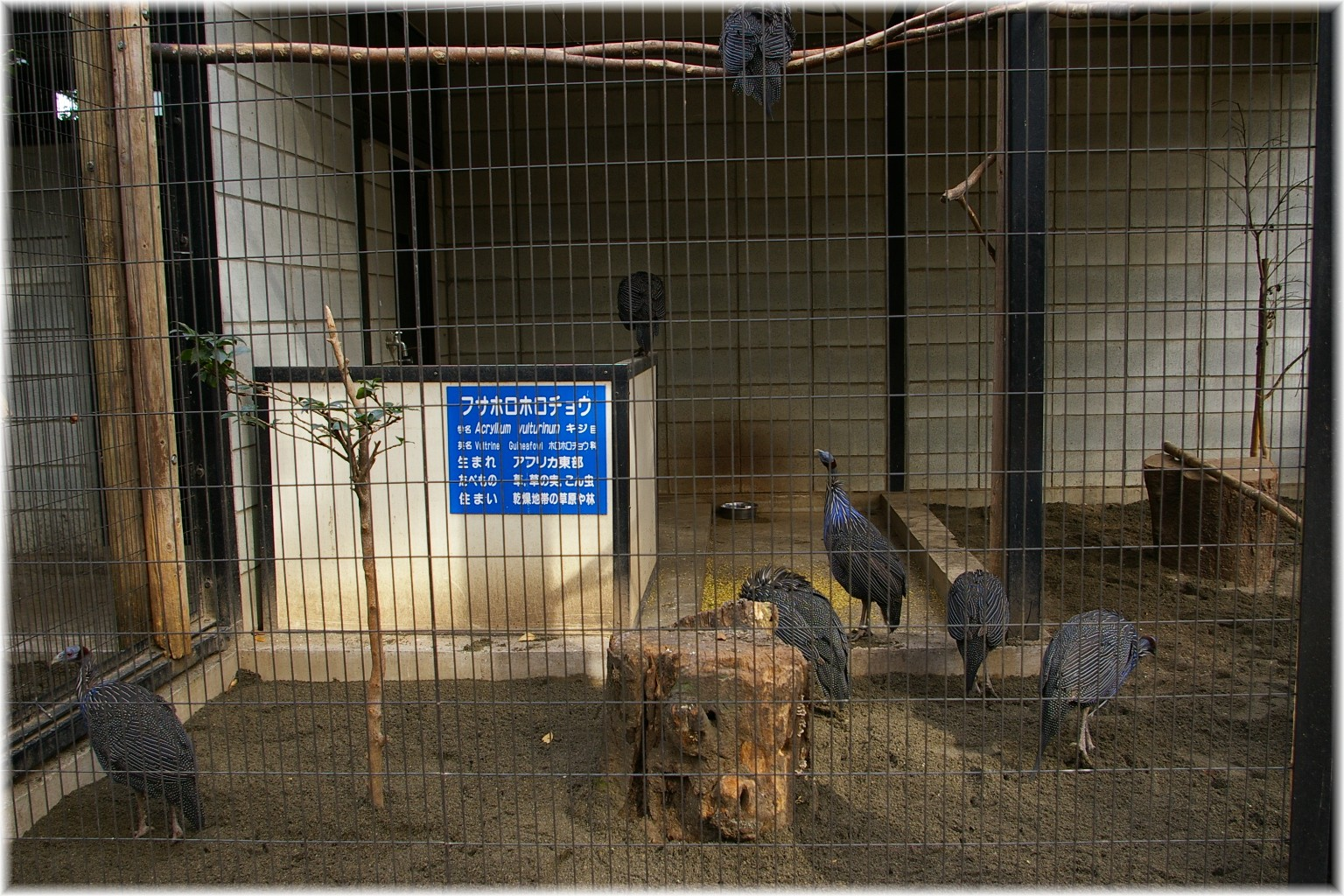
フサホロホロチョウ
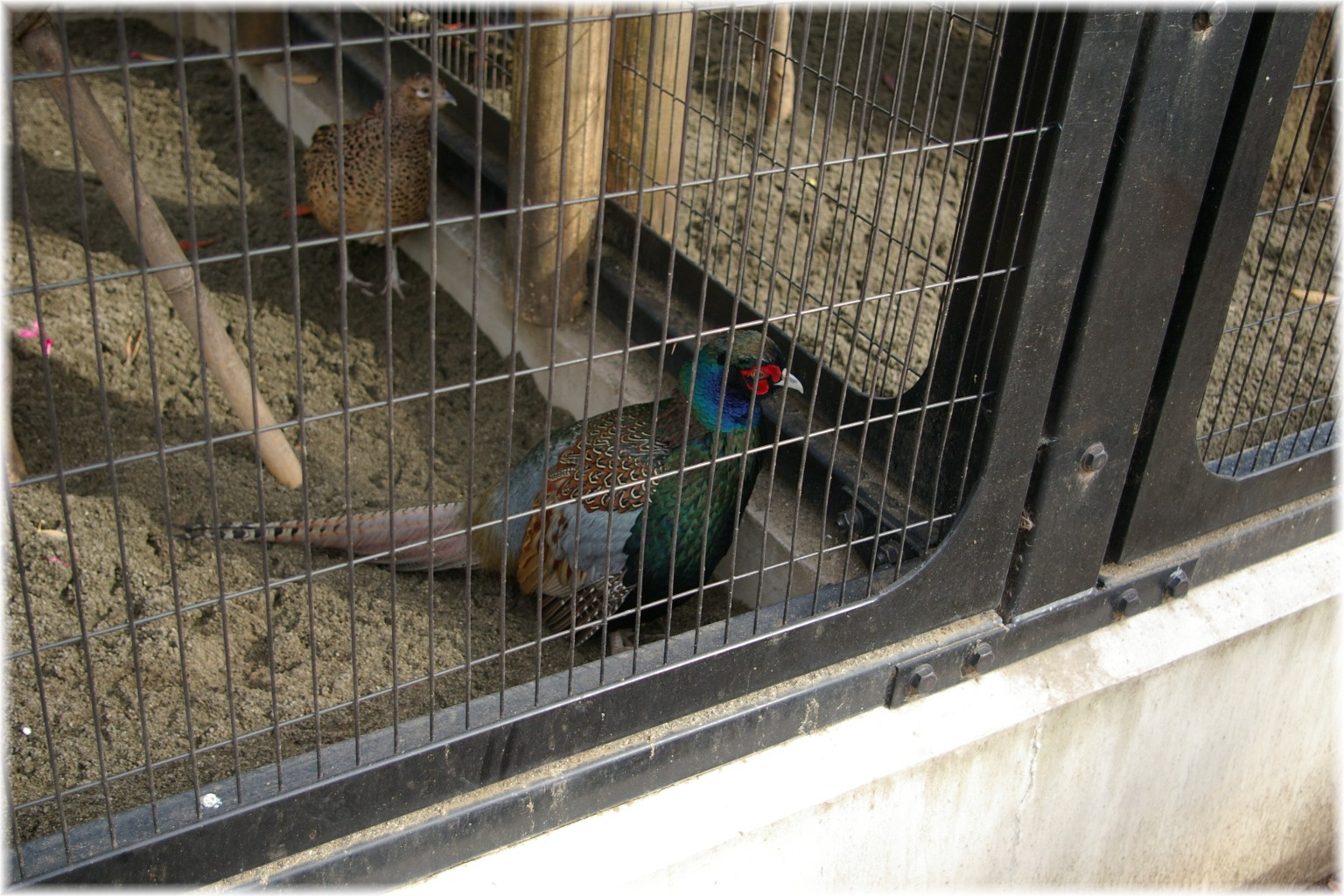
キジ
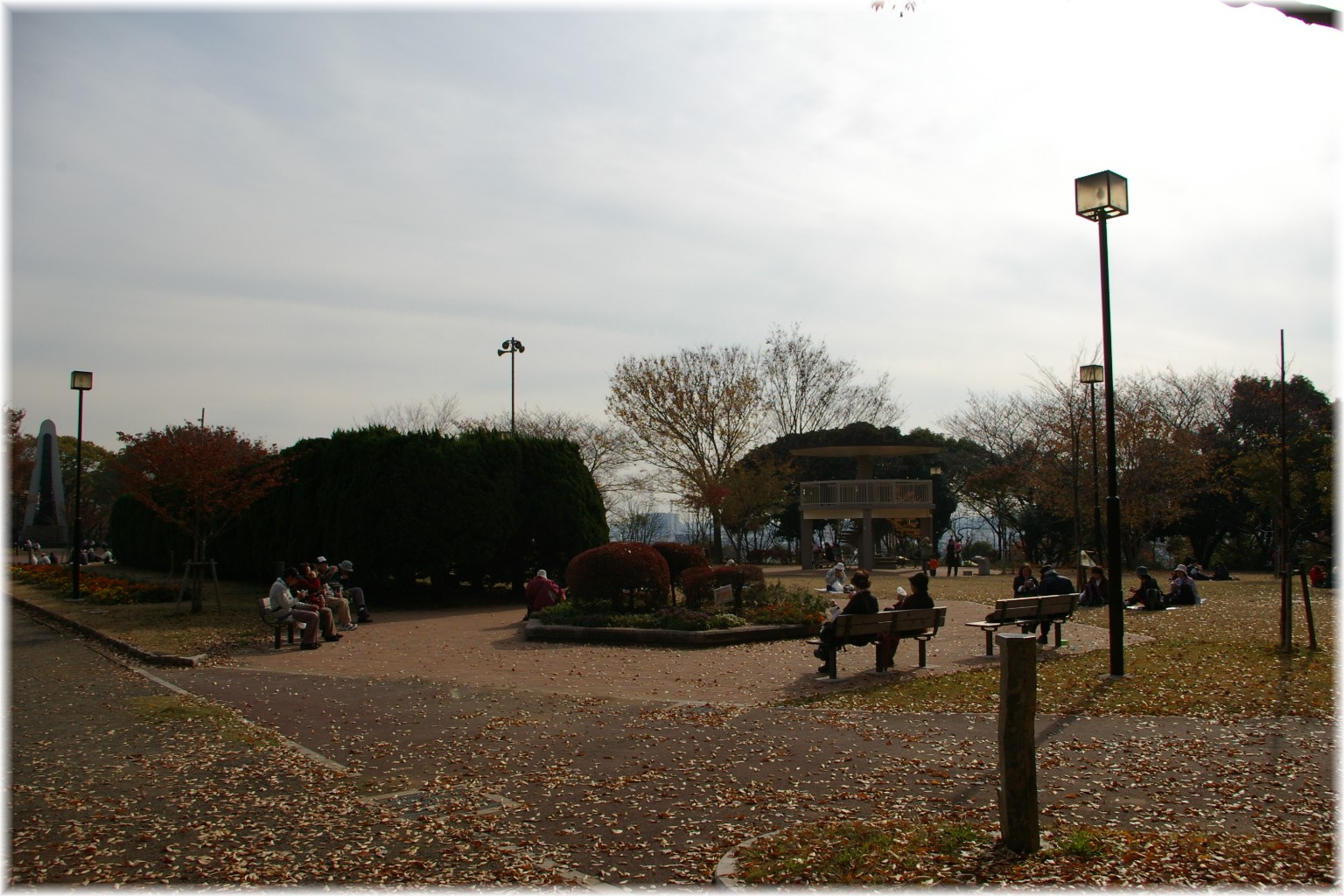
広場
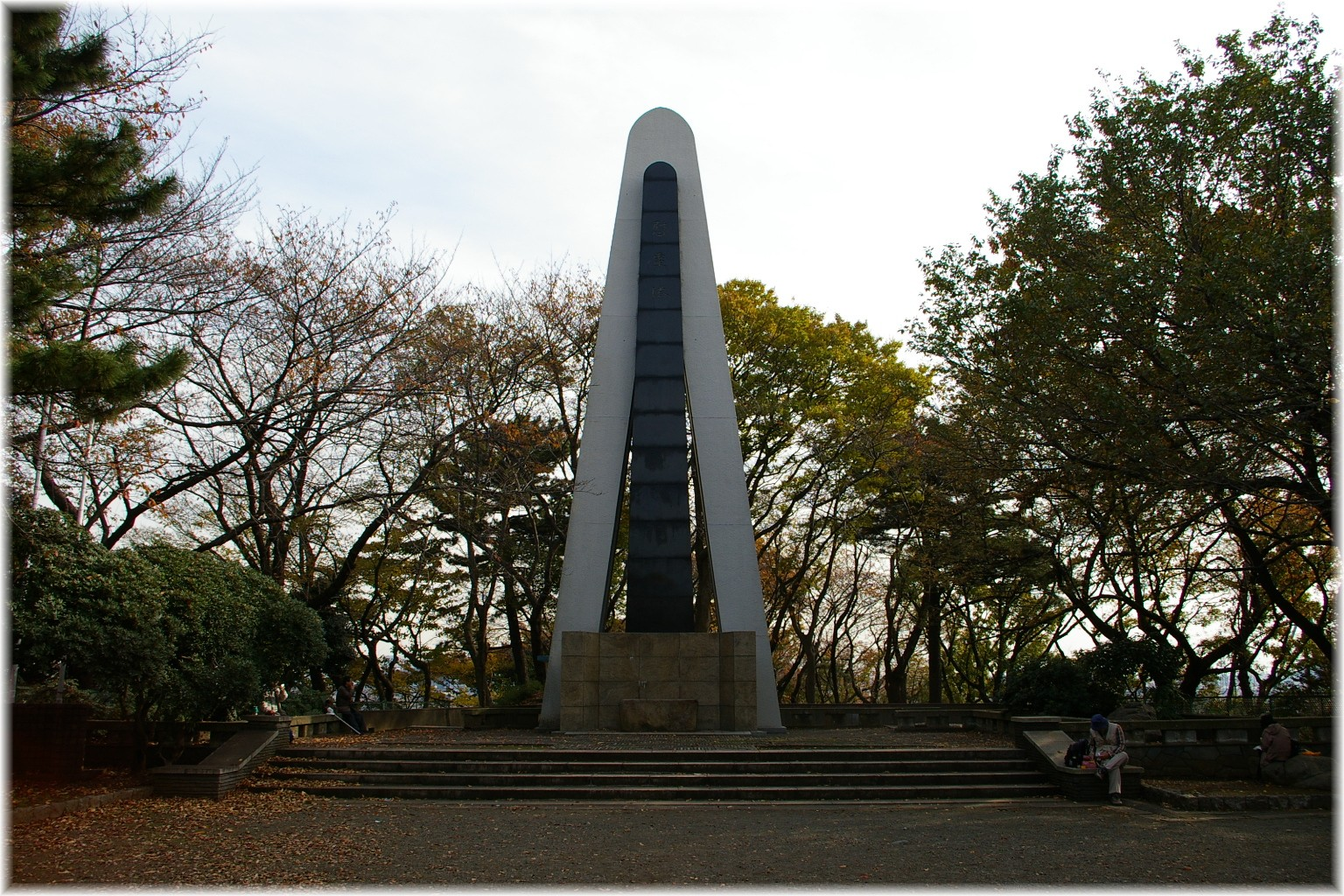
慰霊塔
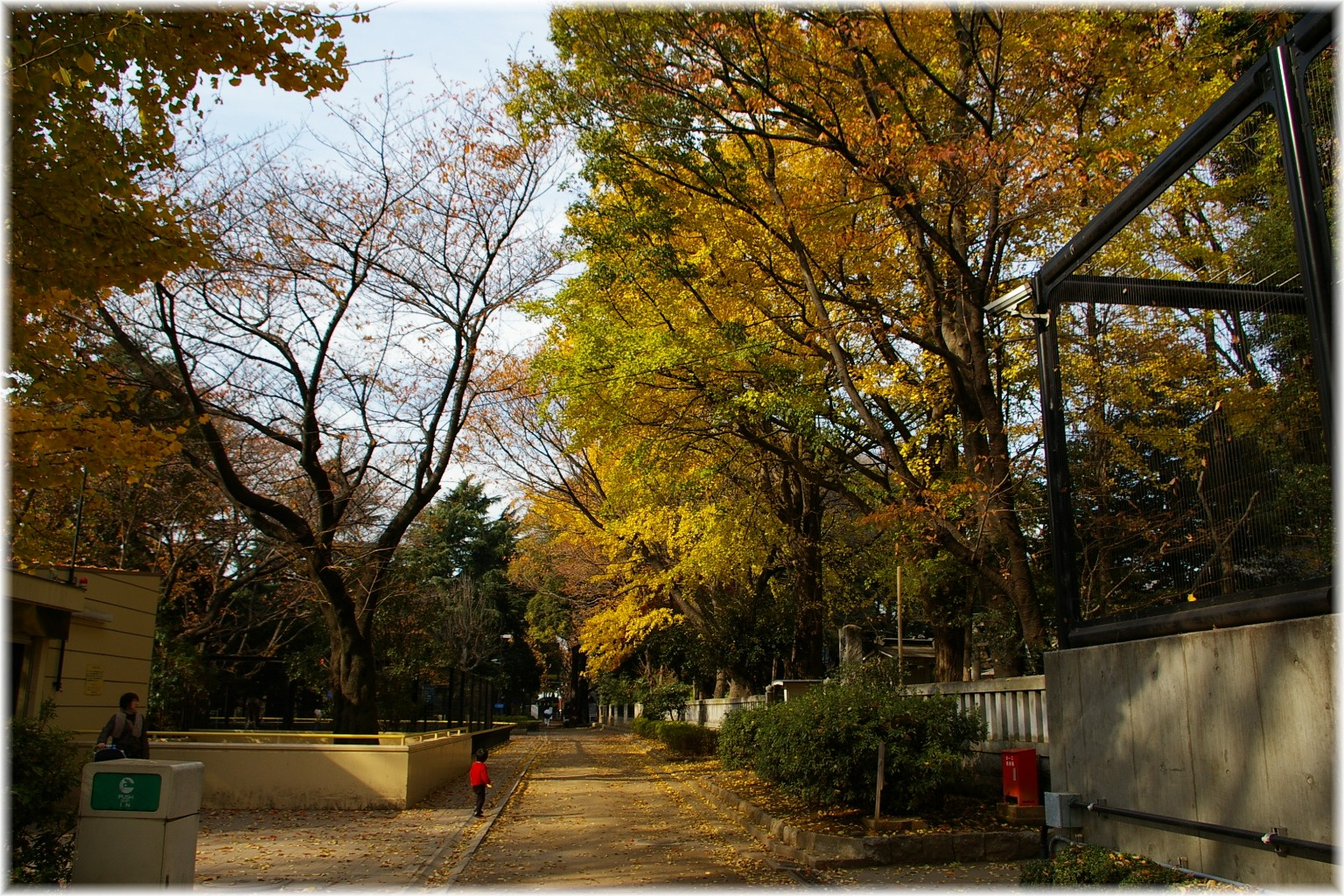
園内
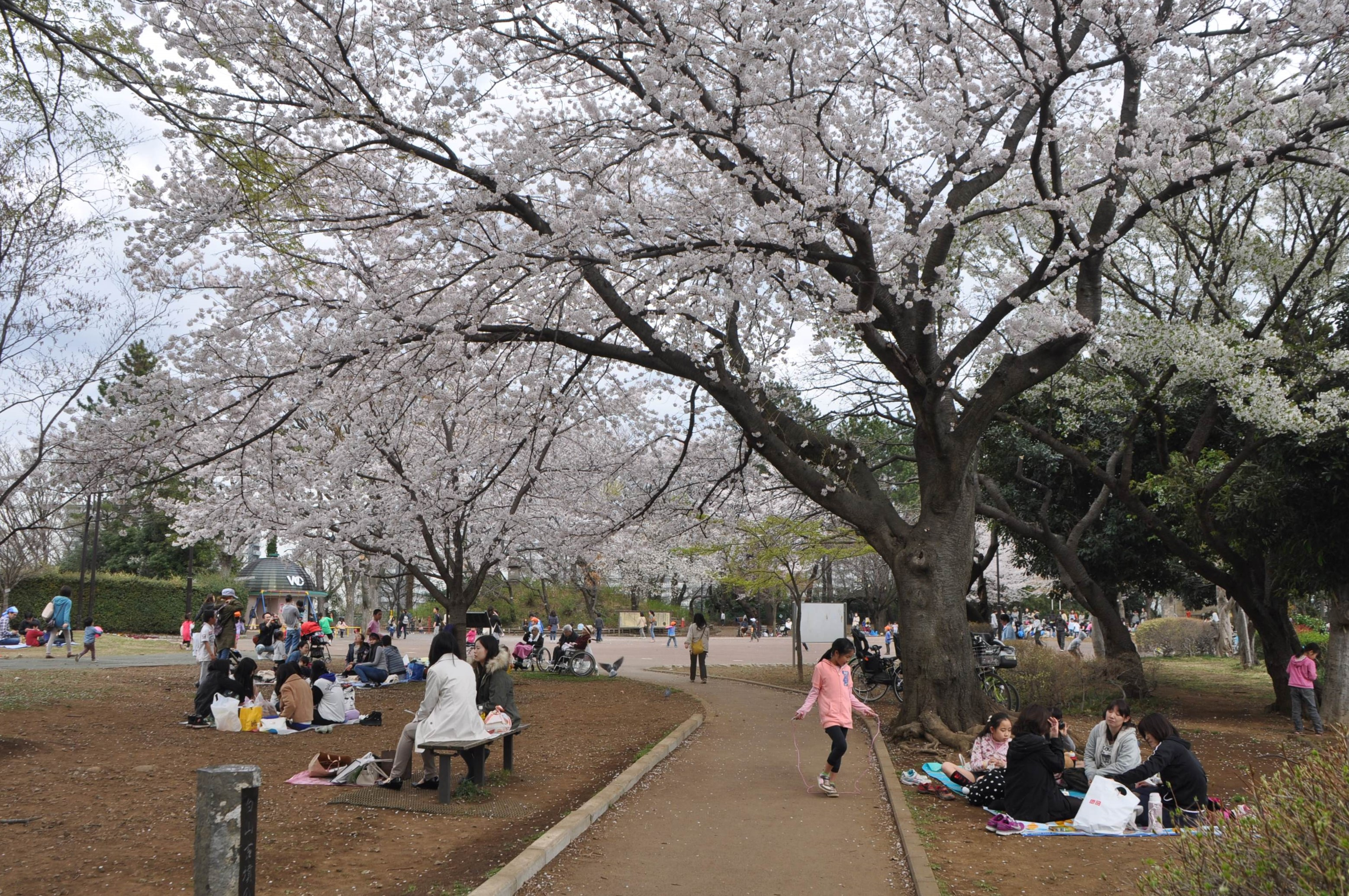
春の園内